# Alberto Terrani
Alberto Terrani, pseudonimo di Alfredo Bolognesi (Pontelongo, 2 giugno 1935 – Padova, 8 gennaio 2021), è stato un attore italiano.

## Biografia
Allievo di Renzo Ricci e Sergio Tofano, ai suoi esordi in teatro negli anni cinquanta vinse un concorso nazionale per giovani talenti indetto dalla Rai e condotto da Luciano Rispoli (che poi inventò anche il nome d'arte di Terrani, su sua richiesta) e da Delia Scala, rimanendo imbattuto per sei settimane consecutive al primo posto della classifica.
Entrò successivamente nella compagnia di Fantasio Piccoli a Bolzano.
Dopo questa esperienza, lasciò la compagnia nel 1961 per recarsi a Roma e lavorare nel mondo dello spettacolo, dove ebbe modo di conoscere l'attrice Sarah Ferrati che divenne la sua insegnante per oltre un quinquennio. Nella capitale diede spesso il volto agli antieroi degli sceneggiati Rai dell'epoca; memorabile la sua interpretazione di Uriah Heep nel David Copperfield.
A ventotto anni entrò a far parte della Compagnia dei Giovani assieme a Rossella Falk ed Anna Maria Guarnieri e partecipò a spettacoli di teatro (fra cui Il giardino dei ciliegi con la regia di Luchino Visconti) in tutta Italia che ne consacrarono definitivamente la carriera teatrale. Si dedicò poi alla carriera cinematografica sul grande schermo. Nel 1968 presentò il Festival di Castrocaro.
Nel 1973 sposò il mezzosoprano Lucia Valentini Terrani e rinunciò a dedicarsi alla propria carriera di attore per seguire, in veste di manager, quella della moglie.
Rimasto vedovo nel 1998, tornò al teatro come regista di due spettacoli con Rossella Falk e come direttore e insegnante dell'Accademia d'arte drammatica "Palcoscenico" del Teatro stabile del Veneto Carlo Goldoni.

## Filmografia

### Sceneggiati
- La donna di fiori, regia di Anton Giulio Majano, con Ubaldo Lay, Scilla Gabel, Gianni Agus, Andrea Checchi (1965)
- Il conte di Montecristo, regia di Edmo Fenoglio, con Andrea Giordana, Giuliana Lojodice, Enzo Tarascio, Achille Millo, Fosco Giachetti (1966)
- David Copperfield, regia di Anton Giulio Majano, nel ruolo di Uriah Heep, con Giancarlo Giannini, Laura Efrikian e Roberto Chevalier, Roldano Lupi, Fosco Giachetti (1966)
- La fiera della vanità, regia di Anton Giulio Majano, con Romolo Valli, Adriana Asti, Roldano Lupi e Ilaria Occhini (1967)
- La freccia nera, regia di Anton Giulio Majano (1968)
- E le stelle stanno a guardare, regia di Anton Giulio Majano (1971)
- I demoni, regia di Sandro Bolchi, con Luigi Vannucchi, Angiola Baggi, Marisa Bartoli, Warner Bentivegna, Lilla Brignone, Giulia Lazzarini (1972)
- Il sergente nella neve, regia di Italo Alfaro, dal romanzo di Mario Rigoni Stern (2007)

### Film
- Nessuno mi può giudicare, regia di Ettore Maria Fizzarotti (1966)
- Gungala la pantera nuda, regia di Ruggero Deodato (1968)

## Teatro
- Una serata fuori di Harold Pinter, regia di Enzo Ferrieri
- Romeo e Giulietta, regia di Franco Zeffirelli
- Ippolito di Euripide
- La dodicesima notte di William Shakespeare, regia di Giorgio De Lullo
- Il giardino dei ciliegi di Anton Čechov, regia di Luchino Visconti
- La Celestina di Fernando de Rojas, regia di Gianfranco De Bosio
- La monaca di Monza, regia di Luchino Visconti
- L'anatra all'arancia di William Douglas-Home e Marc-Gilbert Sauvajon, regia di Alberto Lionello (1973)